# Hypena albisigna
Hypena albisigna är en fjärilsart som beskrevs av Moore 1882. Hypena albisigna ingår i släktet Hypena och familjen nattflyn. Inga underarter finns listade i Catalogue of Life.